# Parque nacional Namadgi
El Parque Nacional Namadgi está ubicado al suroeste del Territorio de la capital australiana al borde con Nueva Gales del Sur. Está ubicado aproximadamente a 40 km al suroeste de Canberra e incluye 46% del Territorio de la capital australiana.
El parque protege parte del extremo norte de los Alpes australianos con sus espectaculares montañas de granito. Su hábitat varía entre planicies de pasto, pasando por bosques de eucaliptos hasta los paisajes alpinos. La fauna es también variada: canguros grises del este, wallabis, wombats, urracas australianas, loros y cuervos. Los embalses del parque suplen cerca del 85% del agua de la ciudad de Canberra. 
En esta región subalpina el clima va desde las frías noches de invierno hasta los cálidos días de verano. El tiempo puede variar muy rápidamente. En invierno cae nieve en las montañas Bimberi y Brindabella, a veces también cae nieve en el resto del parque. La montaña más alta es el pico Bimberi (1.911 m).

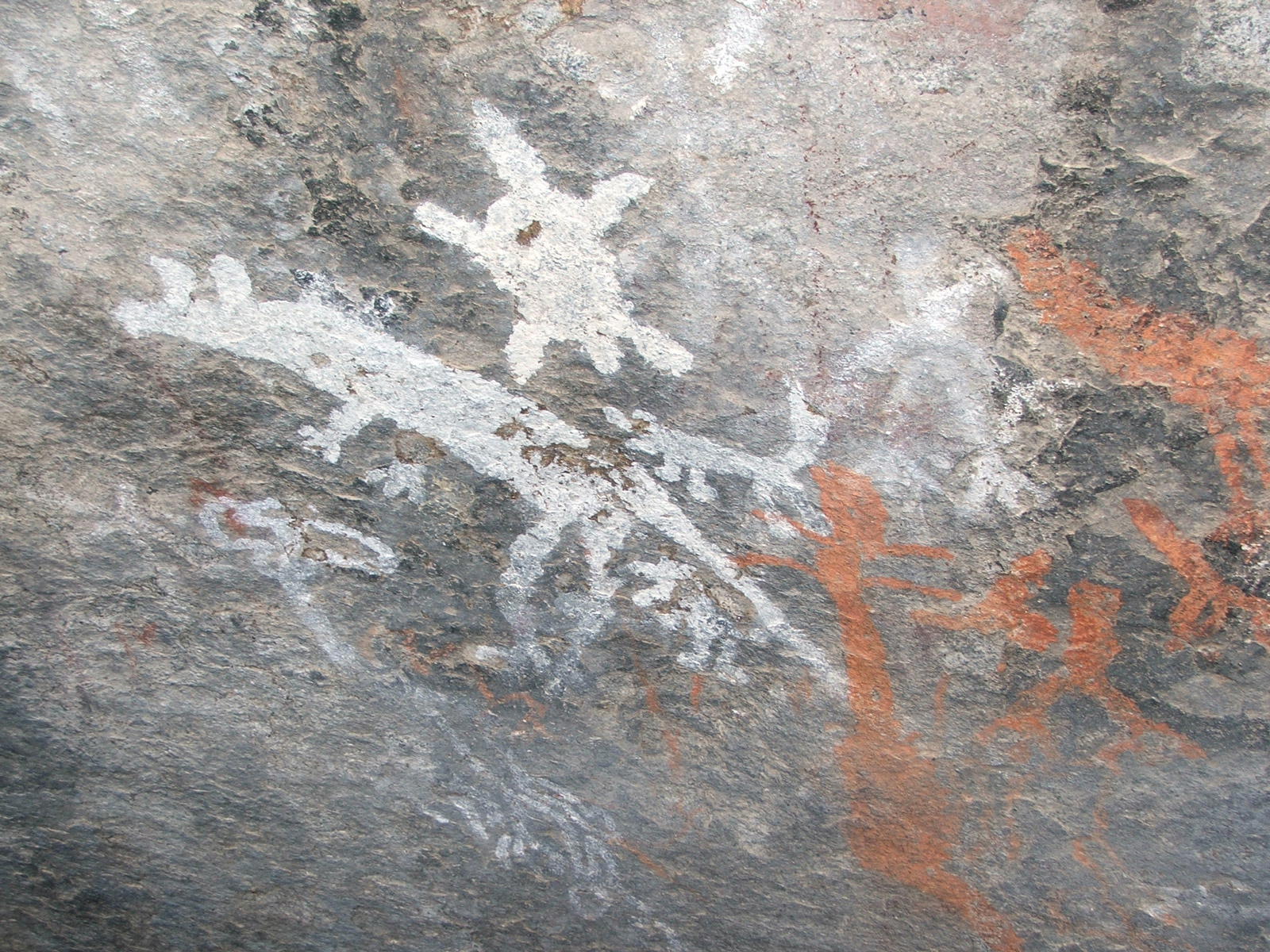
Pintura Yankee Hat mostrando un canguro, Dingos, Emus, Humanos y una Tortuga.

Namadgi es el nombre aborigen de las montañas ubicadas al suroeste de Canberra. La presencia de poblaciones en el área ha sido más o menos continua en los últimos 21.000 años. Hay numerosos sitios Aborígenes en el parque, incluyendo pinturas de hace 800 años. El área es de gran importancia para los pueblos aborígenes de la región, particularmente para el pueblo Ngunnawal, y el manejo del parque se realiza en concertación con ellos. En abril de 2001 representantes de las comunidades Ngunnawal llegaron a un acuerdo con el Territorio de la capital australiana en donde se reconoce su asociación tradicional con la región del parque y su papel y deberes con sus ancestros y descendientes como custodios de la región, estableciéndose un manejo en cooperación.
Los colonos de origen europeo se establecieron hacia 1830 limpiando terrenos para establecer granjas. El parque fue creado en 1984. Hay centro para visitantes ubicado a 2 km al sur de Tharwa en la carretera Boboyan-Naas.